# Wildwood Lake
|  | No s'ha de confondre amb Lake Wildwood. |

Wildwood Lake és una concentració de població designada pel cens al comtat de Bradley (Tennessee, EUA) amb 3.050 habitants al cens del 2000.

## Demografia
Segons el cens del 2000, Wildwood Lake tenia 3.050 habitants, 1.195 habitatges, i 910 famílies. La densitat de població era de 98,2 habitants/km².
Dels 1.195 habitatges en un 32,1% hi vivien nens de menys de 18 anys, en un 63,6% hi vivien parelles casades, en un 8,1% dones solteres, i en un 23,8% no eren unitats familiars. En el 20,3% dels habitatges hi vivien persones soles el 8,2% de les quals corresponia a persones de 65 anys o més que vivien soles. El nombre mitjà de persones vivint en cada habitatge era de 2,55 i el nombre mitjà de persones que vivien en cada família era de 2,91.
Per edats la població es repartia de la següent manera: un 23,6% tenia menys de 18 anys, un 8,6% entre 18 i 24, un 31,3% entre 25 i 44, un 24,9% de 45 a 60 i un 11,5% 65 anys o més.
L'edat mediana era de 37 anys. Per cada 100 dones de 18 o més anys hi havia 94,7 homes.
La renda mediana per habitatge era de 37.708 $ i la renda mediana per família de 41.357 $. Els homes tenien una renda mediana de 29.344 $ mentre que les dones 21.484 $. La renda per capita de la població era de 16.191 $. Entorn del 8,9% de les famílies i el 9,2% de la població estaven per davall del llindar de pobresa.

## Poblacions properes
El següent diagrama mostra les poblacions més properes.